# Laurens Meintjes
Laurens Smitz Meintjes  (né le 9 juin 1868 à Aberdeen et décédé le 30 mars 1941 à Potgietersrus) est un coureur cycliste sud-africain, spécialiste de la piste. Il remporte le premier championnat du monde de demi-fond amateurs en 1893.

## Biographie
Meintjes travaille en Afrique du Sud en tant que gérant de plusieurs mines d'or ce qui l'oblige à effectuer un grand nombre de déplacements à vélo. En 1891, il participe à plusieurs courses de vélo. Il est probablement la première personne en Afrique du Sud à rouler sur une bicyclette équipée de pneumatiques.
Meintjes en 1893 est désigné par son club pour participer à l'Exposition mondiale de vélo à Chicago, qui allait plus tard être reconnue comme le premier championnat du monde. Le 12 août, Meintjes remporte le championnat du monde de demi-fond amateurs, une des trois compétitions au programme. Au cours de cette course terminée par seulement deux coureurs (l'autre coureur étant Charles Albrecht), il établit plusieurs records. À son retour en Afrique du Sud en novembre 1893, il est accueilli par une immense foule enthousiaste.
Meintjes reste la première « star » venant du milieu sportif en Afrique du Sud et le premier champion du monde venu d'Afrique. En 1894, il se retire de la compétition et se lance dans la vente de vélos.

## Palmarès amateurs
- 1893
  -  Champion du monde de demi-fond amateurs